# Фата моргана
Фата моргана (на италиански: Fata morgana – Фея Моргана, живееща по преданието на морското дъно и примамваща пътешествениците с призрачни видения) е рядко срещано сложно оптично явление от няколко форми на миражи, при които отдалечени обекти се виждат многократно и с разнообразни изкривявания. Названието се свързва с Моргана (на италиански: Morgan le Fay) – зла фея, полусестра на крал Артур.
Фата морганата се среща най-често на полярните шапки (в Антарктида и Арктика), особено над големи късове лед с еднаква температура, но може да се наблюдава почти навсякъде. На полюсите се появява в студени дни, а в пустините, над океани и езера – през горещи дни. При този вид мираж картини, които по принцип остават извън хоризонта, се появяват по изкривен начин в небето.
Фата моргана е причинена от рязка промяна в температурата на въздуха, когато въздухът над хоризонта е по-топъл от този отдолу. Това е познато като температурна инверсия, защото слоевете въздух в атмосферата са разположени обратно на нормалното. Светлината, движеща се от хоризонта, се отразява към земята заради топлия въздух отгоре. При тези условия се появява мираж. Резултатът е изображение, което по принцип е изкривено – уголемено в едни части и умалено в други. При нова промяна в температурата се получават различни ъгли на отражение, което кара изображението да се изкривява и променя.